# Tricholoma pardinum
Tricholoma pardinum es un hongo basidiomiceto de la familia Tricholomataceae. Es venenoso, y su consumo provoca dolores gastrointestinales. Aflora en otoño en zonas de montaña, en bosques de coníferas o mixtos. Su basónimo es Agaricus myomyces var. pardinus Pers. 1801. Su epíteto específico, pardinum, significa "del color de la pantera".

## Descripción
Su seta presenta un sombrero de hasta 15 centímetros de diámetro, con tonalidades marrón plateado o grisáceo. En ejemplares jóvenes presenta el borde encorvado. Se aplana en la madurez, conservando un mamelón muy pequeño en el centro. La superficie del sombrero presenta escamas en su superficie, dispuestas a modo de tejas. El pie es blanco con tonalidades ocre y presenta superficie tomentosa y fibrosa. Mide entre 8 y 10 centímetros de altura y unos 2,5 centímetros de diámetro. Su carne es blanca o grisácea, de olor harinoso. Las láminas son de color claro, blancas o amarillentas, sinuosas, escotadas, apretadas y de longitud variable. La esporada es blanca.